# Ausztrália az 1984. évi nyári olimpiai játékokon
Ausztrália az egyesült államokbeli Los Angelesben megrendezett 1984. évi nyári olimpiai játékok egyik részt vevő nemzete volt. Az országot az olimpián 22 sportágban 242 sportoló képviselte, akik összesen 24 érmet szereztek.

## Érmesek
| Érem  | Versenyző | Sportág       | Versenyszám                  |
| ----- | --- | ------------- | ---------------------------- |
| Arany | Glynis Nunn | Atlétika      | Női hétpróba                 |
| Arany | Michael Grenda Kevin Nichols Michael Turtur Dean Woods                                                              | Kerékpározás  | Férfi csapat üldözőverseny   |
| Arany | Dean Lukin | Súlyemelés    | +110 kg                      |
| Arany | Jon Sieben | Úszás         | Férfi 200 m pillangó         |
| Ezüst | Gary Honey | Atlétika      | Férfi távolugrás             |
| Ezüst | Paul Reedy Gary Gullock Tim McLaren Tony Lovrich                                                                    | Evezés        | Férfi négypárevezős          |
| Ezüst | Robert Kabbas | Súlyemelés    | 82,5 kg                      |
| Ezüst | Mark Stockwell | Úszás         | Férfi 100 m gyors            |
| Ezüst | Greg Fasala Neil Brooks Michael Delany Mark Stockwell                                                               | Úszás         | Férfi 4 × 100 m gyorsváltó   |
| Ezüst | Glenn Beringen | Úszás         | Férfi 200 m mell             |
| Ezüst | Karen Phillips | Úszás         | Női 200 m pillangó           |
| Ezüst | Suzie Landells | Úszás         | Női 400 m vegyes             |
| Bronz | Gael Mulhall-Martin                                                                                                 | Atlétika      | Női súlylökés                |
| Bronz | Craig Muller Clyde Hefer Sam Patten Tim Willoughby Ian Edmunds Jim Battersby Ion Popa Stephen Evans Gavin Thredgold | Evezés        | Férfi nyolcas                |
| Bronz | Robyn Grey-Gardner Karen Brancourt Sue Chapman Margot Foster Susan Lee                                              | Evezés        | Női kormányos négyes         |
| Bronz | Barry Kelly Grant Kenny                                                                                             | Kajak-kenu    | Férfi kajak kettes 1000 m    |
| Bronz | Patricia Dench | Sportlövészet | Női sportpisztoly            |
| Bronz | Justin Lemberg | Úszás         | Férfi 400 m gyors            |
| Bronz | Peter Evans | Úszás         | Férfi 100 m mell             |
| Bronz | Glenn Buchanan | Úszás         | Férfi 100 m pillangó         |
| Bronz | Rob Woodhouse | Úszás         | Férfi 400 m vegyes           |
| Bronz | Mark Kerry Peter Evans Glenn Buchanan Mark Stockwell Jon Sieben Neil Brooks                                         | Úszás         | Férfi 4 × 100 m vegyes váltó |
| Bronz | Michelle Pearson | Úszás         | Női 200 m vegyes             |
| Bronz | Christopher Cairns John S. Anderson                                                                                 | Vitorlázás    | Tornádó                      |

## Atlétika
Férfi
| Versenyző                                                                 | Versenyszám     | Előfutam | Előfutam | Előfutam | Negyeddöntő | Negyeddöntő | Negyeddöntő | Elődöntő | Elődöntő | Elődöntő | Döntő         | Döntő         |
| Versenyző                                                                 | Versenyszám     | Idő      | Hely.    | Össz.    | Idő         | Hely.       | Össz.       | Idő      | Hely.    | Össz.    | Idő           | Helyezés      |
| ------------------------------------------------------------------------- | --------------- | -------- | -------- | -------- | ----------- | ----------- | ----------- | -------- | -------- | -------- | ------------- | ------------- |
| Peter Van Miltenburg                                                      | 100 m           | 10,55    | 5.       | 26.**    | 10,52       | 4.*         | 17.*        | kiesett  | kiesett  | kiesett  | kiesett       | kiesett       |
| Peter Van Miltenburg                                                      | 200 m           | 21,06    | 2.       | 16.*     | 21,09       | 5.          | 20.         | kiesett  | kiesett  | kiesett  | kiesett       | kiesett       |
| Paul Narracott                                                            | 100 m           | 10,55    | 2.       | 26.**    | 10,60       | 7.          | 29.*        | kiesett  | kiesett  | kiesett  | kiesett       | kiesett       |
| Paul Narracott                                                            | 200 m           | 21,20    | 5.       | 25.      | kiesett     | kiesett     | kiesett     | kiesett  | kiesett  | kiesett  | kiesett       | kiesett       |
| Fred Martin                                                               | 100 m           | 10,64    | 3.       | 36.**    | 10,61       | 7.          | 31.*        | kiesett  | kiesett  | kiesett  | kiesett       | kiesett       |
| Fred Martin                                                               | 200 m           | 20,98    | 2.       | 12.      | kiesett     | kiesett     | kiesett     | kiesett  | kiesett  | kiesett  | kiesett       | kiesett       |
| Darren Clark                                                              | 400 m           | 45,68    | 2.       | 5.       | 44,77       | 2.          | 3.          | 45,26    | 3.       | 8.       | 44,75         | 4.            |
| Bruce Frayne                                                              | 400 m           | 46,08    | 1.       | 15.      | 45,35       | 4.          | 9.          | 45,21    | 5.       | 7.       | kiesett       | kiesett       |
| Gary Minihan                                                              | 400 m           | 46,93    | 4.       | 37.      | kiesett     | kiesett     | kiesett     | kiesett  | kiesett  | kiesett  | kiesett       | kiesett       |
| Pat Scammell                                                              | 800 m           | 1:47,24  | 2.       | 20.      | 1:47,40     | 7.          | 26.         | kiesett  | kiesett  | kiesett  | kiesett       | kiesett       |
| Pat Scammell                                                              | 1500 m          | 3:39,18  | 5.       | 7.       |             |             |             | 3:40,83  | 10.      | 18.      | kiesett       | kiesett       |
| Mike Hillardt                                                             | 1500 m          | 3:41,18  | 3.       | 18.      |             |             |             | 3:38,12  | 8.       | 15.      | kiesett       | kiesett       |
| Rob de Castella                                                           | Maraton         |          |          |          |             |             |             |          |          |          | 2:11:09       | 5.            |
| Don Wright                                                                | 110 m gát       | 14,00    | 4.       | 9.       |             |             |             | 13,93    | 7.       | 12.      | kiesett       | kiesett       |
| David Smith                                                               | 20 km gyaloglás |          |          |          |             |             |             |          |          |          | 1:26:48       | 10.           |
| Simon Baker                                                               | 20 km gyaloglás |          |          |          |             |             |             |          |          |          | 1:27:43       | 14.           |
| Willi Sawall                                                              | 20 km gyaloglás |          |          |          |             |             |             |          |          |          | 1:28:24       | 16.           |
| Mike Harvey                                                               | 50 km gyaloglás |          |          |          |             |             |             |          |          |          | 4:09:18       | 11.           |
| Andrew Jachno                                                             | 50 km gyaloglás |          |          |          |             |             |             |          |          |          | nem ért célba | nem ért célba |
| Willi Sawall                                                              | 50 km gyaloglás |          |          |          |             |             |             |          |          |          | nem ért célba | nem ért célba |
| Bruce Frayne Darren Clark Gary Minihan Rick Mitchell Peter Van Miltenburg | 4 × 400 m váltó | 3:03,72  | 1.       | 5.       |             |             |             | 3:03,79  | 2.       | 4.       | 2:59,70       | 4.            |

| Versenyző     | Versenyszám | Selejtező | Selejtező | Döntő                       | Döntő    |
| Versenyző     | Versenyszám | Eredmény  | Helyezés  | Eredmény                    | Helyezés |
| ------------- | ----------- | --------- | --------- | --------------------------- | -------- |
| John Atkinson | Magasugrás  | 221 cm    | 13.       | kiesett                     | kiesett  |
| Gary Honey    | Távolugrás  | 793 cm    | 6.        | 824 cm (holtverseny) 818 cm |          |
| Ken Lorraway  | Hármasugrás | 15,92 m   | 19.       | kiesett                     | kiesett  |

| Versenyző      | Versenyszám | 100 m | 100 m | Távolugrás | Távolugrás | Súlylökés | Súlylökés | Magasugrás | Magasugrás | 400 m | 400 m | 110 m gát | 110 m gát | Diszkoszvetés | Diszkoszvetés | Rúdugrás | Rúdugrás | Gerelyhajítás | Gerelyhajítás | 1500 m  | 1500 m | Végeredmény | Végeredmény |
| Versenyző      | Versenyszám | Idő   | Pont  | Eredmény   | Pont       | Eredmény  | Pont      | Eredmény   | Pont       | Idő   | Pont  | Idő       | Pont      | Eredmény      | Pont          | Eredmény | Pont     | Eredmény      | Pont          | Idő     | Pont   | Pont        | Helyezés    |
| -------------- | ----------- | ----- | ----- | ---------- | ---------- | --------- | --------- | ---------- | ---------- | ----- | ----- | --------- | --------- | ------------- | ------------- | -------- | -------- | ------------- | ------------- | ------- | ------ | ----------- | ----------- |
| Peter Hadfield | Tízpróba    | 11,15 | 768   | 713 cm     | 846        | 13,68 m   | 708       | 176 cm     | 643        | 48,50 | 874   | 15,05     | 843       | 43,36 m       | 751           | 450 cm   | 932      | 55,22 m       | 701           | 4:25,90 | 617    | 7683        | 14.         |

Női
| Versenyző            | Versenyszám | Előfutam | Előfutam | Előfutam | Elődöntő | Elődöntő | Elődöntő | Döntő   | Döntő    |
| Versenyző            | Versenyszám | Idő      | Hely.    | Össz.    | Idő      | Hely.    | Össz.    | Idő     | Helyezés |
| -------------------- | ----------- | -------- | -------- | -------- | -------- | -------- | -------- | ------- | -------- |
| Donna Gould          | 3000 m      | 9:05,56  | 5.       | 18.      |          |          |          | kiesett | kiesett  |
| Lisa Martin-Ondieki  | Maraton     |          |          |          |          |          |          | 2:29:03 | 7.       |
| Glynis Nunn          | 100 m gát   | 13,29    | 3.       | 4.       | 13,14    | 3.       | 4.       | 13,20   | 5.       |
| Debbie Flintoff-King | 400 m gát   | 57,20    | 3.       | 9.       | 56,24    | 3.       | 8.       | 56,21   | 6.       |

| Versenyző             | Versenyszám   | Selejtező | Selejtező | Döntő    | Döntő    |
| Versenyző             | Versenyszám   | Eredmény  | Helyezés  | Eredmény | Helyezés |
| --------------------- | ------------- | --------- | --------- | -------- | -------- |
| Vanessa Browne        | Magasugrás    | 190 cm    | 11.       | 194 cm   | 6.       |
| Chris Annison-Stanton | Magasugrás    | 190 cm    | 1.        | 185 cm   | 11.      |
| Robyn Lorraway        | Távolugrás    | 661 cm    | 4.        | 667 cm   | 6.       |
| Glynis Nunn           | Távolugrás    | 641 cm    | 9.        | 653 cm   | 7.       |
| Linda Garden          | Távolugrás    | 649 cm    | 7.        | 630 cm   | 11.      |
| Gael Mulhall-Martin   | Súlylökés     |           |           | 19,19 m  |          |
| Gael Mulhall-Martin   | Diszkoszvetés | 55,38 m   | 7.        | 55,88 m  | 8.       |
| Petra Rivers          | Gerelyhajítás | 59,12 m   | 11.       | 56,20 m  | 12.      |

| Versenyző   | Versenyszám | 100 m gát | 100 m gát | Magasugrás | Magasugrás | Súlylökés | Súlylökés | 200 m | 200 m | Távolugrás | Távolugrás | Gerelyhajítás | Gerelyhajítás | 800 m   | 800 m | Végeredmény | Végeredmény |
| Versenyző   | Versenyszám | Idő       | Pont      | Eredmény   | Pont       | Eredmény  | Pont      | Idő   | Pont  | Eredmény   | Pont       | Eredmény      | Pont          | Idő     | Pont  | Pont        | Helyezés    |
| ----------- | ----------- | --------- | --------- | ---------- | ---------- | --------- | --------- | ----- | ----- | ---------- | ---------- | ------------- | ------------- | ------- | ----- | ----------- | ----------- |
| Glynis Nunn | Hétpróba    | 13,02     | 999       | 180 cm     | 1031       | 12,82 m   | 769       | 24,06 | 932   | 666 cm     | 1047       | 35,58 m       | 695           | 2:10,57 | 917   | 6390        |             |

* - egy másik versenyzővel azonos eredményt ért el

** - két másik versenyzővel azonos eredményt ért el

## Birkózás
Szabadfogású
| Versenyző         | Versenyszám | Vigaszágas kiesés | Vigaszágas kiesés | 5. helyért               | Bronz- mérkőzés                           | Döntő             | Helyezés    |
| Versenyző         | Versenyszám | Ellenfél Eredmény | Hely.             | Ellenfél Eredmény        | Ellenfél Eredmény                         | Ellenfél Eredmény | Helyezés    |
| ----------------- | ----------- | --- | ----------------- | ------------------------ | ----------------------------------------- | ----------------- | ----------- |
| Cris Brown        | 62 kg       | B csoport · Gian Singh (IND) · 6–2 · Randy Lewis (USA) · 1–13 · a 3. fordulóban erőnyerő · Gérard Sartoro (FRA) · 8–0 · Döntő · Antonio La Bruna (ITA) · 4–3 · Randy Lewis (USA) · 1–13                                      | 2.                |                          | I Dzsonggun (Lee Jeong-Geun) (KOR) · 6–11 |                   | 4.          |
| Zsigmond Kelevitz | 68 kg       | A csoport · Zsen Csin (Ren Qin) (CHN) · 13–1 · Alexander Zammit (MLT) · kétvállas · David McKay (CAN) · 6–3 · Andrew Rein (USA) · 0–4 · René Neyer (SUI) · 9–3 · Döntő · Jukka Rauhala (FIN) · 6–5 · Andrew Rein (USA) · 0–4 | 3.                | Fevzi Şeker (TUR) · 11–3 |                                           |                   | 5.          |
| Craig Green       | 74 kg       | B csoport · az 1. fordulóban erőnyerő · Marc Mongeon (CAN) · 2–6 · Kyriakos Bogiatzis (GRE) · 2–4 | 8.                | kiesett                  | kiesett                                   | kiesett           | helyezetlen |

## Cselgáncs
| Versenyző         | Versenyszám | Csoport | Selejtező         | 32-es főtábla                            | Nyolcaddöntő           | Negyeddöntő       | Elődöntő          | Vigaszág nyolcaddöntő | Vigaszág negyeddöntő | Vigaszág elődöntő | Bronz- mérkőzés   | Döntő             | Helyezés |
| Versenyző         | Versenyszám | Csoport | Ellenfél Eredmény | Ellenfél Eredmény                        | Ellenfél Eredmény      | Ellenfél Eredmény | Ellenfél Eredmény | Ellenfél Eredmény     | Ellenfél Eredmény    | Ellenfél Eredmény | Ellenfél Eredmény | Ellenfél Eredmény | Helyezés |
| ----------------- | ----------- | ------- | ----------------- | ---------------------------------------- | ---------------------- | ----------------- | ----------------- | --------------------- | -------------------- | ----------------- | ----------------- | ----------------- | -------- |
| Gino Ciampa       | Légsúly     | A       |                   | James Mafuta (ZAM) · GY                  | Guy Delvingt (FRA) · V | kiesett           | kiesett           |                       |                      |                   |                   |                   | 12.      |
| Michael Young     | Könnyűsúly  | B       |                   | Liao Tö-cseng (Liaw Der-Cheng) (TPE) · V | kiesett                | kiesett           | kiesett           |                       |                      |                   |                   |                   | 19.      |
| Andrew Richardson | Középsúly   | A       |                   | Pak Gjongho (Park Gyeong-Ho) (KOR) · V   | kiesett                | kiesett           | kiesett           |                       |                      |                   |                   |                   | 18.      |

## Evezés
Férfi
| Versenyző | Versenyszám              | Előfutam | Előfutam | Vigaszág | Vigaszág | Elődöntő | Elődöntő | Döntő   | Döntő   | Döntő   | Helyezés    |
| Versenyző | Versenyszám              | Idő      | Hely.    | Idő      | Hely.    | Idő      | Hely.    | Típus   | Idő     | Hely.   | Helyezés    |
| --- | ------------------------ | -------- | -------- | -------- | -------- | -------- | -------- | ------- | ------- | ------- | ----------- |
| Robert Booth Jim Stride                                                                                             | Kormányos nélküli kettes | 7:23,71  | 5.       | 7:10,12  | 5.       | kiesett  | kiesett  | kiesett | kiesett | kiesett | helyezetlen |
| Paul Reedy Gary Gullock Tim McLaren Tony Lovrich                                                                    | Négypárevezős            | 5:59,38  | 1.       | erőnyerő | erőnyerő |          |          | A       | 5:57,98 | 2.      |             |
| David Doyle James Lowe Duncan Fisher John Bentley                                                                   | Kormányos nélküli négyes | 6:22,14  | 4.       | 6:29,04  | 3.       |          |          | B       | 6:28,31 | 2.      | 8.          |
| Craig Muller Clyde Hefer Sam Patten Tim Willoughby Ian Edmunds Jim Battersby Ion Popa Stephen Evans Gavin Thredgold | Nyolcas                  | 5:56,61  | 2.       | 5:51,68  | 1.       |          |          | A       | 5:43,40 | 3.      |             |

Női
| Versenyző                                                              | Versenyszám      | Előfutam | Előfutam | Vigaszág | Vigaszág | Elődöntő | Elődöntő | Döntő   | Döntő   | Döntő   | Helyezés    |
| Versenyző                                                              | Versenyszám      | Idő      | Hely.    | Idő      | Hely.    | Idő      | Hely.    | Típus   | Idő     | Hely.   | Helyezés    |
| ---------------------------------------------------------------------- | ---------------- | -------- | -------- | -------- | -------- | -------- | -------- | ------- | ------- | ------- | ----------- |
| Jacqui Marshall                                                        | Egypárevezős     | 4:07,06  | 6.       | 4:04,08  | 4.       | kiesett  | kiesett  | kiesett | kiesett | kiesett | helyezetlen |
| Robyn Grey-Gardner Karen Brancourt Sue Chapman Margot Foster Susan Lee | Kormányos négyes | 3:26,54  | 2.       | 3:26,84  | 2.       |          |          | A       | 3:23,29 | 3.      |             |

## Gyeplabda

### Férfi
| Ausztrál férfi gyeplabdacsapat-játékoskeret                                                                               | Ausztrál férfi gyeplabdacsapat-játékoskeret                                                                           |
| --- | --- |
| - Ric Charlesworth - Jim Irvine - Colin Batch - David Bell - Adrian Berce - Grant Boyce - Craig Davies - Peter Haselhurst | - Treva King - Terry Leece - Grant Mitton - Michael Nobbs - Nigel Patmore - Trevor Smith - Neil Snowden - Terry Walsh |

#### Eredmények
Csoportkör
A csoport
| Csapat                 | M | Gy | D | V | G+ | G– | Gk  | P  |
| ---------------------- | - | -- | - | - | -- | -- | --- | -- |
| Ausztrália (AUS)       | 5 | 5  | 0 | 0 | 17 | 4  | +13 | 10 |
| NSZK (FRG)             | 5 | 3  | 1 | 1 | 12 | 4  | +8  | 7  |
| India (IND)            | 5 | 3  | 1 | 1 | 14 | 9  | +5  | 7  |
| Spanyolország (ESP)    | 5 | 2  | 0 | 3 | 11 | 12 | –1  | 4  |
| Malajzia (MAS)         | 5 | 1  | 0 | 4 | 6  | 17 | –11 | 2  |
| Egyesült Államok (USA) | 5 | 0  | 0 | 5 | 4  | 18 | –14 | 0  |

| 1984. július 29. 13:45 | Ausztrália (AUS) | 5–0 | Malajzia (MAS) |  |
| 1984. július 29. 13:45 | (1–0)            |     |                |  |

| 1984. július 31. 8:30 | Ausztrália (AUS) | 3–1 | Spanyolország (ESP) |  |
| 1984. július 31. 8:30 | (1–1)            |     |                     |  |

| 1984. augusztus 2. 16:15 | Ausztrália (AUS) | 3–0 | NSZK (FRG) |  |
| 1984. augusztus 2. 16:15 | (0–0)            |     |            |  |

| 1984. augusztus 4. 9:45 | Ausztrália (AUS) | 4–2 | India (IND) |  |
| 1984. augusztus 4. 9:45 | (1–0)            |     |             |  |

| 1984. augusztus 6. 8:30 | Ausztrália (AUS) | 2–1 | Egyesült Államok (USA) |  |
| 1984. augusztus 6. 8:30 | (1–0)            |     |                        |  |

Elődöntő
| 1984. augusztus 9. 15:00 | Pakisztán (PAK) | 1–0 | Ausztrália (AUS) |  |
| 1984. augusztus 9. 15:00 | (1–0)           |     |                  |  |

Bronzmérkőzés
| 1984. augusztus 11. 9:15 | Nagy-Britannia (GBR) | 3–2 | Ausztrália (AUS) |  |
| 1984. augusztus 11. 9:15 | (1–2)                |     |                  |  |

| Csapat           | Helyezés |
| ---------------- | -------- |
| Ausztrália (AUS) | 4.       |

### Női
| Ausztrál női gyeplabdacsapat-játékoskeret                                                                                   | Ausztrál női gyeplabdacsapat-játékoskeret |
| --- | --- |
| - Kym Ireland - Liane Tooth - Pamela Glossop - Susan Watkins - Lorraine Hillas - Robyn Leggatt - Sandra Pisani - Penny Gray | - Robyn Holmes - Sharon Buchanan-Patmore - Marian Aylmore - Colleen Pearce - Loretta Dorman - Julene Sunderland - Trisha Heberle - Evelyn Botfield |

#### Eredmények
Csoportkör
| 1984. augusztus 1. 9:45 | Ausztrália (AUS) | 2–2 | NSZK (FRG) |  |
| 1984. augusztus 1. 9:45 | (0–2)            |     |            |  |

| 1984. augusztus 2. 14:30 | Ausztrália (AUS) | 3–0 | Új-Zéland (NZL) |  |
| 1984. augusztus 2. 14:30 | (2–0)            |     |                 |  |

| 1984. augusztus 5. 17:15 | Kanada (CAN) | 2–1 | Ausztrália (AUS) |  |
| 1984. augusztus 5. 17:15 | (1–1)        |     |                  |  |

| 1984. augusztus 7. 13:45 | Ausztrália (AUS) | 3–1 | Egyesült Államok (USA) |  |
| 1984. augusztus 7. 13:45 | (2–1)            |     |                        |  |

| 1984. augusztus 10. 16:45 | Hollandia (NED) | 2–0 | Ausztrália (AUS) |  |
| 1984. augusztus 10. 16:45 | (0–0)           |     |                  |  |

Végeredmény
| Helyezés | Csapat                 | M | Gy | D | V | G+ | G– | Gk  | P |
| --- | ---------------------- | - | -- | - | - | -- | -- | --- | - |
| Arany | Hollandia (NED)        | 5 | 4  | 1 | 0 | 14 | 6  | +8  | 9 |
| Ezüst | NSZK (FRG)             | 5 | 2  | 2 | 1 | 9  | 9  | 0   | 6 |
| Bronz | Egyesült Államok (USA) | 5 | 2  | 1 | 2 | 9  | 7  | +2  | 5 |
| 4. | Ausztrália (AUS)       | 5 | 2  | 1 | 2 | 9  | 7  | +2  | 5 |
| A bronzéremről az Egyesült Államok és Ausztrália között egy külön büntetőpárbaj döntött, melyet az Egyesült Államok nyert meg 10–5-re. |                        |   |    |   |   |    |    |     |   |
| 5. | Kanada (CAN)           | 5 | 2  | 1 | 2 | 9  | 11 | –2  | 5 |
| 6. | Új-Zéland (NZL)        | 5 | 0  | 0 | 5 | 2  | 12 | –10 | 0 |

| Csapat           | Helyezés |
| ---------------- | -------- |
| Ausztrália (AUS) | 4.       |

## Íjászat
| Versenyző         | Versenyszám  | 1. forduló | 1. forduló | 2. forduló | 2. forduló | Összesítés | Összesítés |
| Versenyző         | Versenyszám  | Pont       | Hely.      | Pont       | Hely.      | Pont       | Helyezés   |
| ----------------- | ------------ | ---------- | ---------- | ---------- | ---------- | ---------- | ---------- |
| Christopher Blake | Férfi egyéni | 1245       | 14.        | 1189       | 40.        | 2434       | 31.        |
| Terry Donovan     | Női egyéni   | 1222       | 19.        | 1220       | 17.        | 2442       | 19.        |

## Kajak-kenu
Férfi
| Versenyző                                         | Versenyszám         | Előfutam | Előfutam | Előfutam | Vigaszág | Vigaszág | Vigaszág | Elődöntő | Elődöntő | Elődöntő | Döntő   | Döntő    |
| Versenyző                                         | Versenyszám         | Idő      | Hely.    | Össz.    | Idő      | Hely.    | Össz.    | Idő      | Hely.    | Össz.    | Idő     | Helyezés |
| ------------------------------------------------- | ------------------- | -------- | -------- | -------- | -------- | -------- | -------- | -------- | -------- | -------- | ------- | -------- |
| Peter Genders                                     | Kajak egyes 1000 m  | 3:58,35  | 3.       | 9.       | erőnyerő | erőnyerő | erőnyerő | 3:56,09  | 3.       | 3.       | 3:49,11 | 5.       |
| Peter Genders Martin Ralph                        | Kajak kettes 500 m  | 1:41,24  | 6.       | 15.      | 1:42,45  | 4.       | 8.       | kiesett  | kiesett  | kiesett  | kiesett | kiesett  |
| Barry Kelly Grant Kenny                           | Kajak kettes 1000 m | 3:28,73  | 2.       | 2.       | erőnyerő | erőnyerő | erőnyerő | 3:30,24  | 2.       | 8.       | 3:26,80 |          |
| John Doak Robert Doak Raymond Martin Scott Wooden | Kajak négyes 1000 m | 3:08,32  | 2.       | 6.       | erőnyerő | erőnyerő | erőnyerő | 3:09,98  | 3.       | 10.      | 3:06,02 | 7.       |

Női
| Versenyző          | Versenyszám       | Előfutam | Előfutam | Előfutam | Vigaszág | Vigaszág | Vigaszág | Döntő   | Döntő    |
| Versenyző          | Versenyszám       | Idő      | Hely.    | Össz.    | Idő      | Hely.    | Össz.    | Idő     | Helyezés |
| ------------------ | ----------------- | -------- | -------- | -------- | -------- | -------- | -------- | ------- | -------- |
| Elizabeth Blencowe | Kajak egyes 500 m | 2:05,51  | 2.       | 2.       | erőnyerő | erőnyerő | erőnyerő | 2:02,63 | 8.       |

## Kerékpározás

### Országúti kerékpározás
Férfi
| Versenyző                                           | Versenyszám     | Idő              | Helyezés      |
| --------------------------------------------------- | --------------- | ---------------- | ------------- |
| Jeff Leslie                                         | Mezőnyverseny   | 5:22:17 (+22:20) | 50.           |
| Michael Lynch                                       | Mezőnyverseny   | 5:27:02 (+27:05) | 55.           |
| Gary Trowell                                        | Mezőnyverseny   | nem ért célba    | nem ért célba |
| John Watters                                        | Mezőnyverseny   | nem ért célba    | nem ért célba |
| Jeff Leslie Michael Lynch Gary Trowell John Watters | Csapat időfutam | 2:10:20 (+11:52) | 15.           |

### Pálya-kerékpározás
Sprintverseny
| Versenyző      | Versenyszám  | 1. forduló                                              | 1. forduló | Vigaszág                                         | Vigaszág | Döntő                                             | Döntő | 2. forduló                      | 2. forduló | Vigaszág                  | Vigaszág | Nyolcaddöntő                                          | Nyolcaddöntő | Vigaszág               | Vigaszág | Döntő                | Döntő   | Negyeddöntő                                  | 5–8. helyért                                                                     | 5–8. helyért | Elődöntő             | Döntő                | Helyezés |
| Versenyző      | Versenyszám  | Ellenfelek Győztes idő                                  | Hely       | Ellenfelek Győztes idő                           | Hely     | Ellenfelek Győztes idő                            | Hely  | Ellenfél Győztes idő            | Hely       | Ellenfél Győztes idő      | Hely     | Ellenfelek Győztes idő                                | Hely         | Ellenfelek Győztes idő | Hely     | Ellenfél Győztes idő | Hely    | Ellenfél Győztes idő                         | Ellenfelek Győztes idő                                                           | Hely         | Ellenfél Győztes idő | Ellenfél Győztes idő | Helyezés |
| -------------- | ------------ | ------------------------------------------------------- | ---------- | ------------------------------------------------ | -------- | ------------------------------------------------- | ----- | ------------------------------- | ---------- | ------------------------- | -------- | ----------------------------------------------------- | ------------ | ---------------------- | -------- | -------------------- | ------- | -------------------------------------------- | -------------------------------------------------------------------------------- | ------------ | -------------------- | -------------------- | -------- |
| Kenrick Tucker | Férfi egyéni | Nelson Vails (USA) · José Antonio Urquijo (CHI) · 11,07 | 3.         | Hugo Daya (COL) · James Joseph (GUY) · 11,23     | 1.       |                                                   |       | Fredy Schmidtke (FRG) · 11,36   | 2.         | Gene Samuel (TRI) · 11,46 | 1.       | Gerhard Scheller (FRG) · Nakatake Kacuo (JPN) · 11,58 | 1.           |                        |          |                      |         | Szakamoto Cutomu (JPN) · 11,20; 11,51; 11,26 | Gerhard Scheller (FRG) · Marcelo Alexandre (ARG) · Fredy Schmidtke (FRG) · 11,36 | 3.           |                      |                      | 7.       |
| Max Rainsford  | Férfi egyéni | Franck Dépine (FRA) · Hugo Daya (COL) · 11,49           | 3.         | Rosman Alwi (MAS) · Rodolfo Guaves (PHI) · 11,58 | 2.       | Leon Richardson (ANT) · Heinz Isler (SUI) · 11,79 | 1.    | Marcelo Alexandre (ARG) · 12,68 | 2.         | Alex Ongaro (CAN) · 11,23 | 2.       | kiesett                                               | kiesett      | kiesett                | kiesett  | kiesett              | kiesett | kiesett                                      | kiesett                                                                          | kiesett      | kiesett              | kiesett              | kiesett  |

Időfutam
| Név           | Versenyszám  | Idő     | Helyezés |
| ------------- | ------------ | ------- | -------- |
| Max Rainsford | Férfi egyéni | 1:08,96 | 14.      |

Üldözőversenyek
| Versenyző                                              | Versenyszám  | Selejtező | Selejtező | Nyolcaddöntő                  | Nyolcaddöntő | Negyeddöntő                                                                          | Negyeddöntő | Elődöntő                                                                                               | Elődöntő  | Döntő | Döntő     | Helyezés |
| Versenyző                                              | Versenyszám  | Idő       | Hely.     | Ellenfél Idő                  | Saját idő    | Ellenfél Idő                                                                         | Saját idő   | Ellenfél Idő                                                                                           | Saját idő | Ellenfél Idő | Saját idő | Helyezés |
| ------------------------------------------------------ | ------------ | --------- | --------- | ----------------------------- | ------------ | ------------------------------------------------------------------------------------ | ----------- | --- | --------- | --- | --------- | -------- |
| Dean Woods                                             | Férfi egyéni | 4:49,51   | 6.        | Shaun Wallace (GBR) · 4:50,80 | 4:43,72      | Jelle Nijdam (NED) · 4:52,98                                                         | 4:48,04     | Steve Hegg (USA) · 4:47,07                                                                             | 4:55,02   | Bronzmérkőzés · Leonard Harvey Nitz (USA) · 4:44,03                                                             | 4:44,08   | 4.       |
| Michael Grenda                                         | Férfi egyéni | 4:51,46   | 8.        | Rudi Ceyssens (BEL) · 4:49,53 | 4:48,99      | Steve Hegg (USA) · 4:37,10                                                           | lekörözték  | kiesett                                                                                                | kiesett   | kiesett | kiesett   | 8.       |
| Michael Grenda Kevin Nichols Michael Turtur Dean Woods | Férfi csapat | 4:28,79   | 2.        |                               |              | Belgium (BEL) · Rudi Ceyssens · Roger Ilegems · Peter Roes · Joseph Smeets · 4:31,53 | 4:30,19     | Olaszország (ITA) · Roberto Amadio · Massimo Brunelli · Maurizio Colombo · Silvio Martinello · 4:25,12 | 4:23,56   | Egyesült Államok (USA) · Dave Grylls · Steve Hegg · Pat McDonough · Leonard Harvey Nitz · Brent Emery · 4:29,85 | 4:25,99   |          |

Pontverseny
| Név          | Versenyszám | Selejtező | Selejtező  | Selejtező | Döntő   | Döntő      | Döntő    |
| Név          | Versenyszám | Pont      | Körhátrány | Hely.     | Pont    | Körhátrány | Helyezés |
| ------------ | ----------- | --------- | ---------- | --------- | ------- | ---------- | -------- |
| Glenn Clarke | Férfi       | 20        | –2         | 8.        | 13      | –1         | 6.       |
| Gary West    | Férfi       | 3         | –1         | 18.       | kiesett | kiesett    | kiesett  |

## Kosárlabda

### Férfi
| Ausztrál férfi kosárlabdacsapat-játékoskeret                                           | Ausztrál férfi kosárlabdacsapat-játékoskeret                                              |
| -------------------------------------------------------------------------------------- | ----------------------------------------------------------------------------------------- |
| - Andy Campbell - Andrew Gaze - Brad Dalton - Damian Keogh - Danny Morseu - Ian Davies | - Larry Sengstock - Mark Dalton - Mel Dalgleish - Phil Smyth - Ray Borner - Wayne Carroll |

#### Eredmények
Csoportkör
A csoport
| Csapat            | M | Gy | V | P+  | P–  | Pk   |
| ----------------- | - | -- | - | --- | --- | ---- |
| Jugoszlávia (YUG) | 5 | 5  | 0 | 457 | 366 | +91  |
| Olaszország (ITA) | 5 | 4  | 1 | 437 | 363 | +74  |
| Ausztrália (AUS)  | 5 | 3  | 2 | 383 | 403 | –20  |
| NSZK (FRG)        | 5 | 2  | 3 | 384 | 376 | +8   |
| Brazília (BRA)    | 5 | 1  | 4 | 401 | 423 | –22  |
| Egyiptom (EGY)    | 5 | 0  | 5 | 349 | 480 | –131 |

| 1984. július 29. 20:00 | Ausztrália (AUS) | 76–72 | Brazília (BRA) |  |
| 1984. július 29. 20:00 | (34–38)          |       |                |  |

| 1984. július 30. 20:00 | Jugoszlávia (YUG) | 94–64 | Ausztrália (AUS) |  |
| 1984. július 30. 20:00 | (39–28)           |       |                  |  |

| 1984. augusztus 1. 9:00 | Ausztrália (AUS) | 67–66 | NSZK (FRG) |  |
| 1984. augusztus 1. 9:00 | (31–38)          |       |            |  |

| 1984. augusztus 2. 22:00 | Olaszország (ITA) | 93–82 | Ausztrália (AUS) |  |
| 1984. augusztus 2. 22:00 | (48–48)           |       |                  |  |

| 1984. augusztus 4. 9:00 | Ausztrália (AUS) | 94–78 | Egyiptom (EGY) |  |
| 1984. augusztus 4. 9:00 | (38–37)          |       |                |  |

Negyeddöntő
| 1984. augusztus 6. 17:00 | Spanyolország (ESP) | 101–93 | Ausztrália (AUS) |  |
| 1984. augusztus 6. 17:00 | (45–38)             |        |                  |  |

A 7. helyért
| 1984. augusztus 10. 10:00 | Ausztrália (AUS) | 83–76 | NSZK (FRG) |  |
| 1984. augusztus 10. 10:00 | (46–42)          |       |            |  |

| Csapat           | Helyezés |
| ---------------- | -------- |
| Ausztrália (AUS) | 7.       |

### Női
| Ausztrál női kosárlabdacsapat-játékoskeret                                                           | Ausztrál női kosárlabdacsapat-játékoskeret                                                  |
| --- | ------------------------------------------------------------------------------------------- |
| - Bronwyn Marshall - Donna Quinn-Brown - Jenny Cheesman - Julie Nykiel - Karen Dalton - Kathy Foster | - Marina Moffa - Patricia Cockrem - Patricia Mickan - Robyn Maher - Sue Geh - Wendy Laidlaw |

#### Eredmények
Csoportkör
| Csapat                 | M | Gy | V | P+  | P–  | Pk   |
| ---------------------- | - | -- | - | --- | --- | ---- |
| Egyesült Államok (USA) | 5 | 5  | 0 | 431 | 265 | +166 |
| Dél-Korea (KOR)        | 5 | 4  | 1 | 292 | 302 | –10  |
| Kanada (CAN)           | 5 | 2  | 3 | 313 | 334 | –21  |
| Kína (CHN)             | 5 | 2  | 3 | 318 | 348 | –30  |
| Ausztrália (AUS)       | 5 | 1  | 4 | 266 | 317 | –51  |
| Jugoszlávia (YUG)      | 5 | 1  | 4 | 293 | 347 | –54  |

| 1984. július 30. 14:30 | Kína (CHN) | 67–64 | Ausztrália (AUS) |  |
| 1984. július 30. 14:30 | (28–22)    |       |                  |  |

| 1984. július 31. 9:00 | Egyesült Államok (USA) | 81–47 | Ausztrália (AUS) |  |
| 1984. július 31. 9:00 | (51–28)                |       |                  |  |

| 1984. augusztus 2. 9:00 | Kanada (CAN) | 56–45 | Ausztrália (AUS) |  |
| 1984. augusztus 2. 9:00 | (30–18)      |       |                  |  |

| 1984. augusztus 3. 9:00 | Dél-Korea (KOR) | 54–48 | Ausztrália (AUS) |  |
| 1984. augusztus 3. 9:00 | (29–16)         |       |                  |  |

| 1984. augusztus 5. 18:30 | Ausztrália (AUS) | 62–59 | Jugoszlávia (YUG) |  |
| 1984. augusztus 5. 18:30 | (25–31)          |       |                   |  |

| Csapat           | Helyezés |
| ---------------- | -------- |
| Ausztrália (AUS) | 5.       |

## Lovaglás
Díjlovaglás
| Versenyző       | Ló    | Versenyszám | Selejtező | Selejtező | Döntő   | Döntő    |
| Versenyző       | Ló    | Versenyszám | Pont      | Hely.     | Pont    | Helyezés |
| --------------- | ----- | ----------- | --------- | --------- | ------- | -------- |
| Margaret McIver | C. K. | Egyéni      | 1202      | 42.       | kiesett | kiesett  |

Díjugratás
| Versenyző                                          | Ló                                       | Versenyszám | 1. forduló | 1. forduló | 2. forduló | 2. forduló | Összesen | Összesen |
| Versenyző                                          | Ló                                       | Versenyszám | Pont       | Hely.      | Pont       | Hely.      | Pont     | Helyezés |
| -------------------------------------------------- | ---------------------------------------- | ----------- | ---------- | ---------- | ---------- | ---------- | -------- | -------- |
| Jeff McVean                                        | King Omega                               | Egyéni      | 12,50      | 22.        | 24,25      | 25.        | 36,75    | 26.      |
| Greg Eurell                                        | Mr. Shrimpton                            | Egyéni      | 16,50      | 29.        | kiesett    | kiesett    | kiesett  | kiesett  |
| George Sanna                                       | Kite                                     | Egyéni      | 24,50      | 36.        | kiesett    | kiesett    | kiesett  | kiesett  |
| Greg Eurell George Sanna Jeff McVean Guy Creighton | Mr. Shrimpton Kite King Omega Conclusion | Csapat      | 56,00      | 10.        | 36,00      | 9.         | 92,00    | 9.       |

Lovastusa
| Versenyző                                               | Ló            | Versenyszám | Díjlovaglás | Díjlovaglás | Tereplovaglás | Tereplovaglás | Díjugratás | Díjugratás | Végeredmény | Végeredmény |
| Versenyző                                               | Ló            | Versenyszám | Bünt.       | Hely.       | Bünt.         | Hely.         | Bünt.      | Hely.      | Bünt.       | Helyezés    |
| ------------------------------------------------------- | ------------- | ----------- | ----------- | ----------- | ------------- | ------------- | ---------- | ---------- | ----------- | ----------- |
| Andrew Hoy                                              | Davey         | Egyéni      | 65,00       | 24.         | 10,00         | 11.           | 5,00       | 23.        | 80,00       | 15.         |
| Mervyn Bennett                                          | Regal Reign   | Egyéni      | 66,60       | 29.         | 10,80         | 13.           | 10,00      | 34.        | 87,40       | 19.         |
| Vicki Roycroft                                          | Looking Ahead | Egyéni      | 67,40       | 31.         | 23,60         | 18.           | 0,00       | 1.         | 91,00       | 21.         |
| Wayne Roycroft                                          | Regal Monarch | Egyéni      | 70,60       | 36.         | kizárták      | kizárták      | kiesett    | kiesett    | kiesett     | kiesett     |
| Andrew Hoy Mervyn Bennett Vicki Roycroft Wayne Roycroft | lásd fentebb  | Csapat      | 199,00      | 8.          | 44,40         | 5.            | 15,00      | 9.         | 258,40      | 5.          |

## Műugrás
Férfi
| Versenyző   | Versenyszám        | Selejtező | Selejtező | Döntő  | Döntő    |
| Versenyző   | Versenyszám        | Pont      | Helyezés  | Pont   | Helyezés |
| ----------- | ------------------ | --------- | --------- | ------ | -------- |
| Steve Foley | Egyéni műugrás     | 543,87    | 9.        | 561,93 | 8.       |
| Steve Foley | Egyéni toronyugrás | 489,21    | 10.       | 479,43 | 9.       |

Női
| Versenyző                | Versenyszám        | Selejtező | Selejtező | Döntő   | Döntő    |
| Versenyző                | Versenyszám        | Pont      | Helyezés  | Pont    | Helyezés |
| ------------------------ | ------------------ | --------- | --------- | ------- | -------- |
| Jenny Donnet             | Egyéni műugrás     | 432,78    | 12.       | 443,13  | 9.       |
| Valerie McFarlane-Beddoe | Egyéni műugrás     | 401,13    | 18.       | kiesett | kiesett  |
| Valerie McFarlane-Beddoe | Egyéni toronyugrás | 382,08    | 4.        | 388,56  | 5.       |
| Julie Kent               | Egyéni toronyugrás | 371,10    | 6.        | 346,44  | 10.      |

## Ökölvívás
| Versenyző      | Versenyszám   | Selejtező                   | 32-es főtábla                  | Nyolcaddöntő                                  | Negyeddöntő                    | Elődöntő          | Döntő             | Helyezés |
| Versenyző      | Versenyszám   | Ellenfél Eredmény           | Ellenfél Eredmény              | Ellenfél Eredmény                             | Ellenfél Eredmény              | Ellenfél Eredmény | Ellenfél Eredmény | Helyezés |
| -------------- | ------------- | --------------------------- | ------------------------------ | --------------------------------------------- | ------------------------------ | ----------------- | ----------------- | -------- |
| Jeff Fenech    | Légsúly       |                             | René Centellas (BOL) · RSC     | David Mwaba (TAN) · 5:0                       | Redžep Redžepovski (YUG) · 1:4 | kiesett           | kiesett           | 5.       |
| Shane Knox     | Pehelysúly    | Charles Lubulwa (UGA) · 1:4 | kiesett                        | kiesett                                       | kiesett                        | kiesett           | kiesett           | 33.      |
| Renato Cornett | Könnyűsúly    | Viorel Ioana (ROU) · 4:1    | Hernán Gutiérrez (COL) · 5:0   | Cson Cshilszong (Jeon Chil-Seong) (KOR) · 1:4 | kiesett                        | kiesett           | kiesett           | 9.       |
| Richard Finch  | Nagyváltósúly | erőnyerő                    | Christopher Kapopo (ZAM) · 1:4 | kiesett                                       | kiesett                        | kiesett           | kiesett           | 17.      |
| Brendon Cannon | Középsúly     |                             | Rick Duff (CAN) · 0:5          | kiesett                                       | kiesett                        | kiesett           | kiesett           | 17.      |

RSC – a mérkőzésvezető megállította a mérkőzést

## Öttusa
| Versenyző                                 | Versenyszám | Lovaglás | Lovaglás | Lovaglás | Vívás    | Vívás | Vívás | Úszás    | Úszás | Úszás | Lövészet | Lövészet | Lövészet | Futás    | Futás | Futás | Összesen    | Összesen |
| Versenyző                                 | Versenyszám | Idő      | Pont     | Hely.    | Pontszám | Pont  | Hely. | Idő      | Pont  | Hely. | Eredmény | Pont     | Hely.    | Idő      | Pont  | Hely. | Összes pont | Helyezés |
| ----------------------------------------- | ----------- | -------- | -------- | -------- | -------- | ----- | ----- | -------- | ----- | ----- | -------- | -------- | -------- | -------- | ----- | ----- | ----------- | -------- |
| Alex Watson                               | Egyéni      | 1:36,48  | 1010     | 30.      | 25–26    | 758   | 27.   | 3:29,651 | 1196  | 23.   | 191      | 934      | 19.      | 13:04,85 | 1210  | 5.    | 5108        | 15.      |
| Matthew Spies                             | Egyéni      | 1:37,80  | 1010     | 31.      | 22–29    | 692   | 39.   | 3:36,794 | 1140  | 33.   | 185      | 802      | 42.      | 13:30,37 | 1134  | 21.   | 4778        | 31.      |
| Daniel Esposito                           | Egyéni      | EL       | EL       | 50.      | 17–34    | 582   | 45.   | 3:16,647 | 1300  | 6.    | 189      | 890      | 31.      | 13:14,58 | 1181  | 10.   | 3953        | 50.      |
| Alex Watson Matthew Spies Daniel Esposito | Csapat      |          | 2020     | 16.      |          | 2032  | 15.   |          | 3636  | 7.    |          | 2626     | 10.      |          | 3525  | 3.    | 13 839      | 14.      |

## Sportlövészet
Férfi
| Versenyző    | Versenyszám           | Pont | Helyezés |
| ------------ | --------------------- | ---- | -------- |
| Phil Adams   | Szabadpisztoly        | 550  | 20.      |
| Alan Smith   | Sportpuska, fekvő     | 591  | 17.      |
| Alan Smith   | Sportpuska, összetett | 1141 | 17.      |
| Bryan Wilson | Futócéllövészet       | 564  | 17.      |

Női
| Versenyző        | Versenyszám           | Pont                 | Helyezés |
| ---------------- | --------------------- | -------------------- | -------- |
| Patricia Dench   | Sportpisztoly         | 583 (szétlövés: 196) |          |
| Sylvia Muehlberg | Légpuska              | 373                  | 26.      |
| Sylvia Muehlberg | Sportpuska, összetett | 549                  | 26.      |

Nyílt
| Versenyző    | Versenyszám | Pont | Helyezés |
| ------------ | ----------- | ---- | -------- |
| Eli Ellis    | Trap        | 190  | 6.       |
| Terry Rumbel | Trap        | 189  | 7.       |
| Ian Hale     | Skeet       | 193  | 8.       |
| Alec Crikis  | Skeet       | 190  | 24.      |

## Súlyemelés
| Versenyző     | Versenyszám | Szakítás | Szakítás | Lökés    | Lökés    | Összesen | Helyezés |
| Versenyző     | Versenyszám | Eredmény | Helyezés | Eredmény | Helyezés | Összesen | Helyezés |
| ------------- | ----------- | -------- | -------- | -------- | -------- | -------- | -------- |
| Bill Stellios | 67,5 kg     | 137,5    | 6.       | 165,0    | 7.       | 302,5    | 7.       |
| Tony Pignone  | 75 kg       | 147,5    | 2.       | 170,0    | 10.      | 317,5    | 7.       |
| Robert Kabbas | 82,5 kg     | 150,0    | 2.       | 192,5    | 2.       | 342,5    |          |
| Dean Lukin    | +110 kg     | 172,5    | 3.       | 240,0    | 1.       | 412,5    |          |

## Szinkronúszás
| Versenyző                     | Versenyszám | Selejtező           | Selejtező           | Selejtező       | Selejtező  | Selejtező  | Döntő           | Döntő      | Döntő      |
| Versenyző                     | Versenyszám | Technikai gyakorlat | Technikai gyakorlat | Zenés gyakorlat | Összesítés | Összesítés | Zenés gyakorlat | Összesítés | Összesítés |
| Versenyző                     | Versenyszám | Pont                | Hely.               | Pont            | Pont       | Hely.      | Pont            | Pont       | Helyezés   |
| ----------------------------- | ----------- | ------------------- | ------------------- | --------------- | ---------- | ---------- | --------------- | ---------- | ---------- |
| Donella Burridge              | Egyéni      | 79,883              | 32.                 | 86,40           | 166,283    | 12.        | kiesett         | kiesett    | kiesett    |
| Lisa Steanes                  | Egyéni      | 78,500              | 39.                 | kiesett         | kiesett    | kiesett    | kiesett         | kiesett    | kiesett    |
| Donella Burridge Lisa Steanes | Páros       | 79,192              | 13.                 | 85,40           | 164,592    | 13.        | kiesett         | kiesett    | kiesett    |

## Torna
Férfi
| Versenyző       | Versenyszám      | Selejtező | Selejtező | Döntő    | Döntő    |
| Versenyző       | Versenyszám      | Pontszám  | Helyezés  | Pontszám | Helyezés |
| --------------- | ---------------- | --------- | --------- | -------- | -------- |
| Werner Birnbaum | Talaj            | 18,90     | 49.       | kiesett  | kiesett  |
| Werner Birnbaum | Ugrás            | 19,55     | 25.       | kiesett  | kiesett  |
| Werner Birnbaum | Korlát           | 18,75     | 50.       | kiesett  | kiesett  |
| Werner Birnbaum | Nyújtó           | 19,10     | 56.       | kiesett  | kiesett  |
| Werner Birnbaum | Gyűrű            | 19,40     | 25.       | kiesett  | kiesett  |
| Werner Birnbaum | Lólengés         | 18,90     | 38.       | kiesett  | kiesett  |
| Werner Birnbaum | Egyéni összetett | 114,60    | 43.       | 114,100  | 31.      |
| Rob Edmonds     | Talaj            | 18,90     | 49.       | kiesett  | kiesett  |
| Rob Edmonds     | Ugrás            | 19,55     | 25.       | kiesett  | kiesett  |
| Rob Edmonds     | Korlát           | 17,95     | 66.       | kiesett  | kiesett  |
| Rob Edmonds     | Nyújtó           | 18,10     | 67.       | kiesett  | kiesett  |
| Rob Edmonds     | Gyűrű            | 18,90     | 58.       | kiesett  | kiesett  |
| Rob Edmonds     | Lólengés         | 17,05     | 70.       | kiesett  | kiesett  |
| Rob Edmonds     | Egyéni összetett | 110,45    | 68.       | kiesett  | kiesett  |

Női
| Versenyző       | Versenyszám      | Selejtező | Selejtező | Döntő    | Döntő    |
| Versenyző       | Versenyszám      | Pontszám  | Helyezés  | Pontszám | Helyezés |
| --------------- | ---------------- | --------- | --------- | -------- | -------- |
| Kerry Battersby | Talaj            | 18,35     | 59.       | kiesett  | kiesett  |
| Kerry Battersby | Ugrás            | 18,35     | 63.       | kiesett  | kiesett  |
| Kerry Battersby | Felemás korlát   | 17,85     | 50.       | kiesett  | kiesett  |
| Kerry Battersby | Gerenda          | 17,75     | 59.       | kiesett  | kiesett  |
| Kerry Battersby | Egyéni összetett | 72,30     | 59.       | 72,650   | 33.      |
| Kellie Wilson   | Talaj            | 18,30     | 60.       | kiesett  | kiesett  |
| Kellie Wilson   | Ugrás            | 18,40     | 62.       | kiesett  | kiesett  |
| Kellie Wilson   | Felemás korlát   | 16,95     | 61.       | kiesett  | kiesett  |
| Kellie Wilson   | Gerenda          | 18,55     | 33.       | kiesett  | kiesett  |
| Kellie Wilson   | Egyéni összetett | 72,20     | 60.       | 72,350   | 34.      |

### Ritmikus gimnasztika
| Versenyző      | Versenyszám | Selejtező | Selejtező | Döntő   | Döntő    |
| Versenyző      | Versenyszám | Pont      | Hely.     | Pont    | Helyezés |
| -------------- | ----------- | --------- | --------- | ------- | -------- |
| Ann Maree Kerr | Egyéni      | 35,50     | 26.       | kiesett | kiesett  |
| Linda Douglas  | Egyéni      | 34,15     | 33.       | kiesett | kiesett  |

## Úszás
Férfi
| Versenyző                                                                   | Versenyszám            | Előfutam | Előfutam | Előfutam | Döntő   | Döntő    | Döntő   | Helyezés |
| Versenyző                                                                   | Versenyszám            | Idő      | Hely.    | Össz.    | Típus   | Idő      | Hely.   | Helyezés |
| --------------------------------------------------------------------------- | ---------------------- | -------- | -------- | -------- | ------- | -------- | ------- | -------- |
| Michael Delany                                                              | 100 m gyors            | 51,22    | 1.       | 11.      | kiesett | kiesett  | kiesett | kiesett  |
| Mark Stockwell                                                              | 100 m gyors            | 50,27    | 1.       | 1.       | A       | 50,24    | 2.      |          |
| Mark Stockwell                                                              | 100 m pillangó         | 55,70    | 3.       | 15.*     | kiesett | kiesett  | kiesett | kiesett  |
| Glenn Buchanan                                                              | 100 m pillangó         | 54,86    | 1.       | 6.       | A       | 53,85    | 3.      |          |
| Peter Dale                                                                  | 200 m gyors            | 1:51,42  | 1.       | 7.       | A       | 1:53,84  | 8.      | 8.       |
| Justin Lemberg                                                              | 200 m gyors            | 1:52,73  | 4.       | 18.      | kiesett | kiesett  | kiesett | kiesett  |
| Justin Lemberg                                                              | 400 m gyors            | 3:53,89  | 1.       | 4.       | A       | 3:51,79  | 3.      |          |
| Justin Lemberg                                                              | 1500 m gyors           | 15:29,74 | 1.       | 9.       | kiesett | kiesett  | kiesett | kiesett  |
| Wayne Shillington                                                           | 1500 m gyors           | 15:25,67 | 3.       | 7.       | A       | 15:38,18 | 8.      | 8.       |
| Ron McKeon                                                                  | 400 m gyors            | 3:55,06  | 3.       | 7.       | A       | 3:55,48  | 8.      | 8.       |
| Mark Kerry                                                                  | 100 m hát              | 57,15    | 1.       | 3.       | A       | 57,18    | 5.      | 5.       |
| David Orbell                                                                | 100 m hát              | 58,35    | 1.       | 14.      | B       | 58,05    | 1.      | 9.       |
| David Orbell                                                                | 200 m hát              | 2:04,00  | 1.       | 6.       | A       | 2:04,61  | 8.      | 8.       |
| Kim Terrell                                                                 | 200 m hát              | 2:06,56  | 3.       | 19.      | kiesett | kiesett  | kiesett | kiesett  |
| Brett Stocks                                                                | 100 m mell             | 1:03,46  | 1.       | 3.       | A       | 1:03,49  | 6.      | 6.       |
| Peter Evans                                                                 | 100 m mell             | 1:02,87  | 1.       | 2.       | A       | 1:02,97  | 3.      |          |
| Peter Evans                                                                 | 200 m mell             | 2:21,21  | 2.       | 13.      | kiesett | kiesett  | kiesett | kiesett  |
| Glenn Beringen                                                              | 200 m mell             | 2:17,29  | 1.       | 1.       | A       | 2:15,79  | 2.      |          |
| Glenn Beringen                                                              | 200 m vegyes           | 2:08,65  | 4.       | 22.      | kiesett | kiesett  | kiesett | kiesett  |
| Rob Woodhouse                                                               | 200 m vegyes           | 2:06,45  | 2.       | 9.       | B       | 2:04,86  | 1.      | 9.       |
| Rob Woodhouse                                                               | 400 m vegyes           | 4:24,85  | 3.       | 7.       | A       | 4:20,50  | 3.      |          |
| Jon Sieben                                                                  | 200 m pillangó         | 1:59,63  | 2.       | 4.       | A       | 1:57,04  | 1.      |          |
| Greg Fasala Neil Brooks Michael Delany Mark Stockwell                       | 4 × 100 m gyorsváltó   | 3:19,94  | 1.       | 1.       | A       | 3:19,68  | 2.      |          |
| Peter Dale Justin Lemberg Ron McKeon Graeme Brewer Tom Stachewicz           | 4 × 200 m gyorsváltó   | 7:26,93  | 2.       | 4.       | A       | 7:25,63  | 4.      | 4.       |
| Mark Kerry Peter Evans Glenn Buchanan Mark Stockwell Jon Sieben Neil Brooks | 4 × 100 m vegyes váltó | 3:43,93  | 1.       | 1.       | A       | 3:43,25  | 3.      |          |

Női
| Versenyző                                                                  | Versenyszám            | Előfutam                     | Előfutam | Előfutam | Döntő   | Döntő      | Döntő      | Helyezés |
| Versenyző                                                                  | Versenyszám            | Idő                          | Hely.    | Össz.    | Típus   | Idő        | Hely.      | Helyezés |
| -------------------------------------------------------------------------- | ---------------------- | ---------------------------- | -------- | -------- | ------- | ---------- | ---------- | -------- |
| Angela Russell                                                             | 100 m gyors            | 57,30                        | 2.       | 28.      | A       | 58,09      | 8.         | 8.       |
| Michelle Pearson                                                           | 100 m gyors            | 56,75                        | 1.       | 24.      | A       | 56,83      | 5.         | 5.       |
| Michelle Pearson                                                           | 200 m vegyes           | 2:17,46                      | 2.       | 3.       | A       | 2:15,92    | 3.         |          |
| Michelle Pearson                                                           | 200 m gyors            | 2:01,49                      | 2.       | 4.       | A       | 1:59,79    | 4.         | 4.       |
| Anna McVann                                                                | 200 m gyors            | 2:03,14                      | 3.       | 8.       | A       | 2:02,87    | 8.         | 8.       |
| Anna McVann                                                                | 400 m gyors            | 4:15,21                      | 2.       | 4.       | A       | 4:13,95    | 5.         | 5.       |
| Anna McVann                                                                | 800 m gyors            | 8:35,19                      | 2.       | 2.       | A       | 8:37,94    | 4.         | 4.       |
| Susie Baumer                                                               | 800 m gyors            | 8:56,40                      | 6.       | 13.      | kiesett | kiesett    | kiesett    | kiesett  |
| Susie Baumer                                                               | 400 m gyors            | 4:20,69                      | 4.       | 15.      | B       | 4:15,46    | 1.         | 9.       |
| Audrey Moore                                                               | 200 m hát              | 2:20,12                      | 4.       | 16.      | B       | 2:21,36    | 8.         | 16.      |
| Audrey Moore                                                               | 100 m hát              | 1:04,96                      | 3.       | 13.      | B       | 1:04,15    | 1.         | 9.       |
| Georgina Parkes                                                            | 100 m hát              | 1:04,90                      | 2.       | 11.      | B       | 1:04,52    | 2.*        | 10.*     |
| Georgina Parkes                                                            | 200 m hát              | 2:14,89                      | 1.       | 2.       | A       | 2:14,37    | 4.         | 4.       |
| Dimity Douglas                                                             | 200 m mell             | 2:38,47                      | 5.       | 15.      | B       | 2:39,33    | 8.         | 16.      |
| Dimity Douglas                                                             | 100 m mell             | 1:12,17                      | 4.       | 10.*     | B       | 1:12,00    | 3.         | 11.      |
| Sharon Kellett                                                             | 100 m mell             | 1:13,43                      | 4.       | 18.      | kiesett | kiesett    | kiesett    | kiesett  |
| Sharon Kellett                                                             | 200 m mell             | 2:33,23                      | 1.       | 2.       | A       | 2:33,60    | 5.         | 5.       |
| Lisa Curry-Kenny                                                           | 200 m vegyes           | 2:20,57                      | 1.       | 8.       | A       | 2:16,75    | 4.         | 4.       |
| Lisa Curry-Kenny                                                           | 100 m pillangó         | 1:02,47                      | 1.       | 9.       | B       | 1:01,25    | 1.         | 9.       |
| Janet Tibbits                                                              | 100 m pillangó         | 1:01,97                      | 2.       | 5.       | A       | 1:01,78    | 6.         | 6.       |
| Janet Tibbits                                                              | 200 m pillangó         | 2:13,74 (szétúszás: 2:15,54) | 3.       | 9.       | B       | nem indult | nem indult | 17.      |
| Karen Phillips                                                             | 200 m pillangó         | 2:11,81                      | 1.       | 2.       | A       | 2:10,56    | 2.         |          |
| Karen Phillips                                                             | 400 m vegyes           | 4:54,28                      | 4.       | 10.      | B       | 4:53,37    | 3.         | 11.      |
| Suzie Landells                                                             | 400 m vegyes           | 4:54,13                      | 2.       | 8.       | A       | 4:48,30    | 2.         |          |
| Michelle Pearson Angela Russell Anna McVann Lisa Curry-Kenny Janet Tibbits | 4 × 100 m gyorsváltó   | 3:49,61                      | 2.       | 4.       | A       | 3:47,79    | 4.         | 4.       |
| Audrey Moore Dimity Douglas Lisa Curry-Kenny Angela Russell                | 4 × 100 m vegyes váltó | kizárták                     | kizárták | kizárták | kiesett | kiesett    | kiesett    | kiesett  |

* - egy másik versenyzővel azonos eredményt ért el

## Vitorlázás
Férfi
| Versenyző | Versenyszám     | Futam | Futam  | Futam | Futam | Futam | Futam | Futam | Pontszám | Helyezés |
| Versenyző | Versenyszám     | 1     | 2      | 3     | 4     | 5     | 6     | 7     | Pontszám | Helyezés |
| --------- | --------------- | ----- | ------ | ----- | ----- | ----- | ----- | ----- | -------- | -------- |
| Greg Hyde | Szörfvitorlázás | 14,0  | (18,0) | 14,0  | 3,0   | 13,0  | 11,7  | 0,0   | 55,7     | 6.       |

Nyílt
| Versenyző                           | Versenyszám     | Futam  | Futam  | Futam  | Futam  | Futam | Futam | Futam | Pontszám | Helyezés |
| Versenyző                           | Versenyszám     | 1      | 2      | 3      | 4      | 5     | 6     | 7     | Pontszám | Helyezés |
| ----------------------------------- | --------------- | ------ | ------ | ------ | ------ | ----- | ----- | ----- | -------- | -------- |
| Chris Pratt                         | Finn dingi      | 13,0   | 8,0    | (18,0) | 15,0   | 0,0   | 15,0  | 17,0  | 68,0     | 6.       |
| Chris Tillett Richard Lumb          | 470-es osztály  | (35,0) | 17,0   | 24,0   | 16,0   | 35,0  | 18,0  | 35,0  | 145,0    | 21.      |
| Colin Beashel Richard Coxon         | Csillaghajó     | (26,0) | 5,7    | 10,0   | 18,0   | 15,0  | 14,0  | 19,0  | 81,7     | 11.      |
| Christopher Cairns John S. Anderson | Tornádó         | 8,0    | 22,0   | 5,7    | (27,0) | 3,0   | 11,7  | 0,0   | 50,4     |          |
| Dean Gordon Gary Sheard Tim Dorning | Soling          | 10,0   | 5,7    | 10,0   | (21,0) | 8,0   | 17,0  | 11,7  | 62,4     | 7.       |
| James Cook Jamie Wilmot             | Repülő hollandi | 18,0   | (20,0) | 18,0   | 20,0   | 11,7  | 16,0  | 16,0  | 99,7     | 15.      |

## Vívás
Férfi
| Versenyző  | Versenyszám | Selejtező | Selejtező | Selejtező | Selejtező | Selejtező | Selejtező | Főtábla           | Főtábla           | Vigaszág          | Vigaszág          | Negyeddöntő       | Elődöntő          | Döntő             | Helyezés |
| Versenyző  | Versenyszám | 1. kör | 1. kör    | 2. kör | 2. kör    | 3. kör | 3. kör    | 1. kör            | 2. kör            | 1. kör            | 2. kör            | Negyeddöntő       | Elődöntő          | Döntő             | Helyezés |
| Versenyző  | Versenyszám | Ellenfél Eredmény | Hely.     | Ellenfél Eredmény | Hely.     | Ellenfél Eredmény | Hely.     | Ellenfél Eredmény | Ellenfél Eredmény | Ellenfél Eredmény | Ellenfél Eredmény | Ellenfél Eredmény | Ellenfél Eredmény | Ellenfél Eredmény | Helyezés |
| ---------- | ----------- | --- | --------- | --- | --------- | --- | --------- | ----------------- | ----------------- | ----------------- | ----------------- | ----------------- | ----------------- | ----------------- | -------- |
| Greg Benko | Tőr, egyéni | 7. csoport · Jeppe Normann (NOR) · 5–0 · Lam Tak Chuen (HKG) · 5–2 · Abdel Monem El-Husseini (EGY) · 5–2 · Jü Ji-feng (Yu Yifeng) (CHN) · 5–1 · Matthias Behr (FRG) · 4–5 | 2.        | 7. csoport · Haluk Yamaç (TUR) · 3–5 · Sergio Luchetti (ARG) · 5–3 · Azuma Nobujuki (JPN) · 5–2 · Liu Jün-hung (Liu Yunhong) (CHN) · 3–5 | 3.        | 4. csoport · Peter Joos (BEL) · 4–5 · Frédéric Pietruszka (FRA) · 5–2 · Peter Lewison (USA) · 4–5 · Csu Si-seng (Chu Shisheng) (CHN) · 2–5 · Matthias Gey (FRG) · 1–5 | 5.        | kiesett           | kiesett           | kiesett           | kiesett           | kiesett           | kiesett           | kiesett           | 18.      |

Női
| Versenyző      | Versenyszám | Selejtező | Selejtező | Selejtező | Selejtező | Selejtező         | Selejtező | Főtábla           | Főtábla           | Vigaszág          | Vigaszág          | Negyeddöntő       | Elődöntő          | Döntő             | Helyezés |
| Versenyző      | Versenyszám | 1. kör | 1. kör    | 2. kör | 2. kör    | 3. kör            | 3. kör    | 1. kör            | 2. kör            | 1. kör            | 2. kör            | Negyeddöntő       | Elődöntő          | Döntő             | Helyezés |
| Versenyző      | Versenyszám | Ellenfél Eredmény | Hely.     | Ellenfél Eredmény | Hely.     | Ellenfél Eredmény | Hely.     | Ellenfél Eredmény | Ellenfél Eredmény | Ellenfél Eredmény | Ellenfél Eredmény | Ellenfél Eredmény | Ellenfél Eredmény | Ellenfél Eredmény | Helyezés |
| -------------- | ----------- | --- | --------- | --- | --------- | ----------------- | --------- | ----------------- | ----------------- | ----------------- | ----------------- | ----------------- | ----------------- | ----------------- | -------- |
| Helen Smith    | Tőr, egyéni | 4. csoport · Cshö Bongnan (Choi Bok-Ran) (KOR) · 5–4 · Gina Faustin (HAI) · 5–0 · Csu Csing-jüan (Zhu Qingyuan) (CHN) · 5–4 · Jacynthe Poirier (CAN) · 3–5 · Marcela Moldovan-Zsak (ROU) · 3–5 · Cornelia Hanisch (FRG) · 4–5 | 5.        | 3. csoport · Kerstin Palm (SWE) · 3–5 · Aurora Dan (ROU) · 1–5 · Laurence Modaine-Cessac (FRA) · 2–5 · Dorina Vaccaroni (ITA) · 1–5 | 5.        | kiesett           | kiesett   | kiesett           | kiesett           | kiesett           | kiesett           | kiesett           | kiesett           | kiesett           | 29.      |
| Andrea Chaplin | Tőr, egyéni | 2. csoport · Sandra Giancola (ARG) · 5–0 · O Szungszun (O Seung-Sun) (KOR) · 5–4 · Jana Angelakis (USA) · 2–5 · Linda Ann Martin (GBR) · 2–5 · Aurora Dan (ROU) · 2–5 · Luan Csü-csie (Luan Jujie) (CHN) · 2–5                | 6.        | kiesett | kiesett   | kiesett           | kiesett   | kiesett           | kiesett           | kiesett           | kiesett           | kiesett           | kiesett           | kiesett           | 32.      |

## Vízilabda
| Ausztrál férfi vízilabdacsapat-játékoskeret                                                                               | Ausztrál férfi vízilabdacsapat-játékoskeret                                                            |
| --- | --- |
| - Michael Turner - Richard Pengelley - Robert Bryant - Peter Montgomery - Russell Sherwell - Andrew Kerr - Raymond Mayers | - Glenn Townsend - Charles Turner - Martin Callaghan - Chris Wybrow - Russell Basser - Julian Muspratt |

### Eredmények
Csoportkör
C csoport
| Csapat            | M | Gy | D | V | G+ | G– | Gk  | P |
| ----------------- | - | -- | - | - | -- | -- | --- | - |
| NSZK (FRG)        | 3 | 3  | 0 | 0 | 35 | 18 | +17 | 6 |
| Ausztrália (AUS)  | 3 | 1  | 1 | 1 | 27 | 20 | +7  | 3 |
| Olaszország (ITA) | 3 | 1  | 1 | 1 | 27 | 23 | +4  | 3 |
| Japán (JPN)       | 3 | 0  | 0 | 3 | 15 | 43 | –28 | 0 |

| 1984. augusztus 1. 19:30 | Ausztrália (AUS)     | 6–10 | NSZK (FRG) |  |
| 1984. augusztus 1. 19:30 | (0–3, 1–2, 3–2, 2–3) |      |            |  |
| 1984. augusztus 1. 19:30 |                      |      |            |  |

| 1984. augusztus 2. 13:30 | Ausztrália (AUS)     | 8–8 | Olaszország (ITA) |  |
| 1984. augusztus 2. 13:30 | (2–3, 2–2, 2–3, 2–0) |     |                   |  |
| 1984. augusztus 2. 13:30 |                      |     |                   |  |

| 1984. augusztus 3. 08:30 | Japán (JPN)          | 2–15 | Ausztrália (AUS) |  |
| 1984. augusztus 3. 08:30 | (0–3, 0–4, 2–3, 0–5) |      |                  |  |
| 1984. augusztus 3. 08:30 |                      |      |                  |  |

Döntő csoportkör
| Csapat                 | M | Gy | D | V | G+ | G– | Gk  | P |
| ---------------------- | - | -- | - | - | -- | -- | --- | - |
| Jugoszlávia (YUG)      | 5 | 4  | 1 | 0 | 47 | 33 | +14 | 9 |
| Egyesült Államok (USA) | 5 | 4  | 1 | 0 | 43 | 34 | +9  | 9 |
| NSZK (FRG)             | 5 | 2  | 1 | 2 | 49 | 34 | +15 | 5 |
| Spanyolország (ESP)    | 5 | 2  | 0 | 3 | 42 | 46 | –4  | 4 |
| Ausztrália (AUS)       | 5 | 1  | 1 | 3 | 37 | 48 | –11 | 3 |
| Hollandia (NED)        | 5 | 0  | 0 | 5 | 25 | 48 | –23 | 0 |

| 1984. augusztus 6. 08:30 | Jugoszlávia (YUG)    | 9–6 | Ausztrália (AUS) |  |
| 1984. augusztus 6. 08:30 | (3–1, 0–2, 3–2, 3–1) |     |                  |  |
| 1984. augusztus 6. 08:30 |                      |     |                  |  |

| 1984. augusztus 7. 08:30 | Ausztrália (AUS)     | 7–12 | Egyesült Államok (USA) |  |
| 1984. augusztus 7. 08:30 | (2–3, 1–4, 1–1, 3–4) |      |                        |  |
| 1984. augusztus 7. 08:30 |                      |      |                        |  |

| 1984. augusztus 9. 13:30 | Ausztrália (AUS)     | 8–7 | Hollandia (NED) |  |
| 1984. augusztus 9. 13:30 | (2–1, 2–3, 1–1, 3–2) |     |                 |  |
| 1984. augusztus 9. 13:30 |                      |     |                 |  |

| 1984. augusztus 10. 13:30 | Ausztrália (AUS)     | 10–10 | Spanyolország (ESP) |  |
| 1984. augusztus 10. 13:30 | (3–3, 3–2, 1–2, 3–3) |       |                     |  |
| 1984. augusztus 10. 13:30 |                      |       |                     |  |

| Csapat           | Helyezés |
| ---------------- | -------- |
| Ausztrália (AUS) | 5.       |